# Pablo Armero
Pablo Estifer Armero (n. 2 noiembrie 1986) este un fotbalist columbian care evoluează la clubul Esporte Clube Bahia și la echipa națională de fotbal a Columbiei.

## Palmares
Club
América de Cali
- Categoría Finalizacion A (1): 2008

Napoli
- Coppa Italia (1): 2014

Individual
- Inclus în echipa anului din Serie A (1): 2010-11

## Legături externe
- Pablo Armero la Soccerbase
- Pablo Armero pe site-ul National-Football-Teams.com
- CBF Contract Record pt
- footballzz.co.uk[nefuncțională]
 en